# 中華民國—卡達關係
中華民國與卡達國無正式外交關係，目前也沒有在對方首都互設具大使館功能的代表機構。對卡達的相關事務由駐沙烏地阿拉伯王國臺北經濟文化代表處、駐科威特王國臺北商務代表處共同管轄。

### 外交

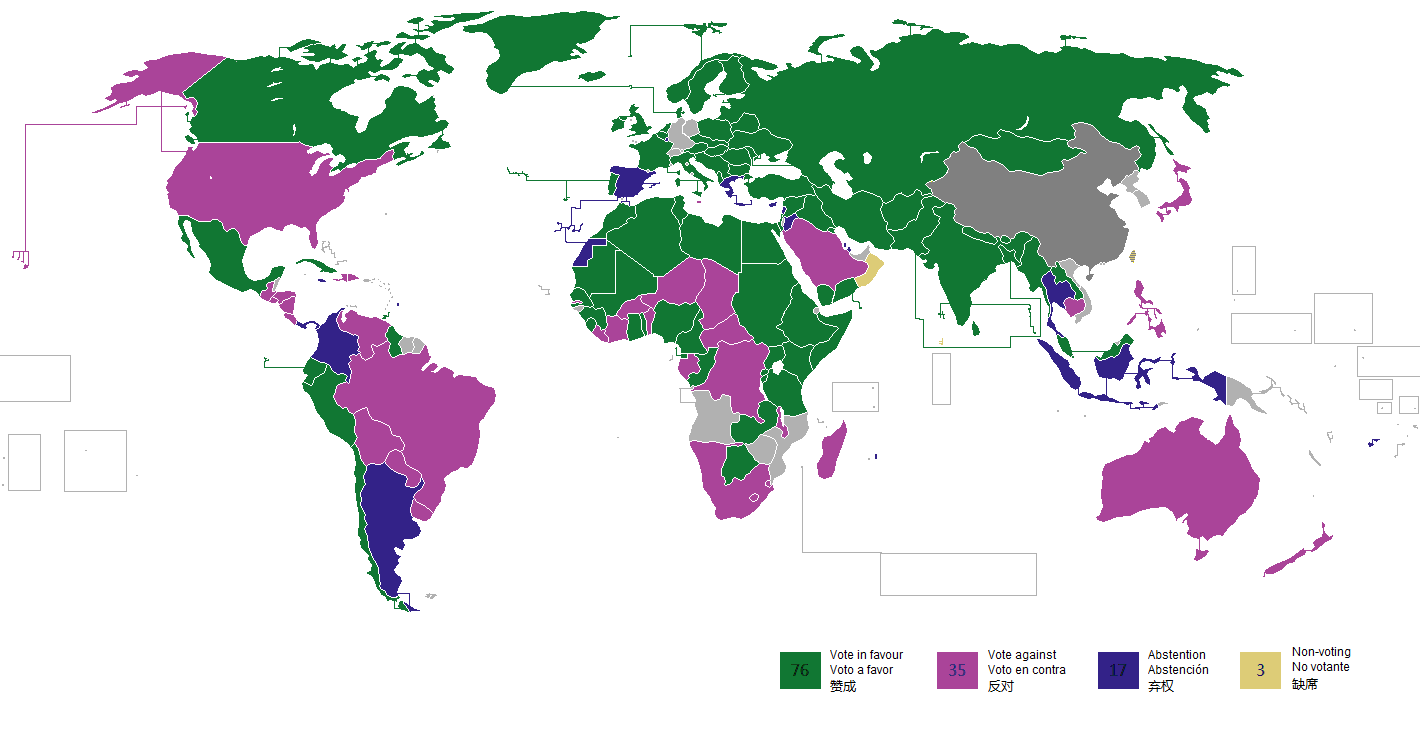
藍色國家表示在1971年的投票中對於中華民國續留聯合國一案棄權，即《聯合國大會2758號決議》，其中包括卡達。

## 經濟

### 貿易
| 年分 | 貿易總額      | 貿易總額 | 貿易總額 | 出口至卡達  | 出口至卡達 | 出口至卡達 | 自卡達進口    | 自卡達進口 | 自卡達進口 | 順逆差 |
| 年分 | 金額          | 年增減   | 排名     | 金額        | 年增減     | 排名       | 金額          | 年增減     | 排名       | 順逆差 |
| ---- | ------------- | -------- | -------- | ----------- | ---------- | ---------- | ------------- | ---------- | ---------- | ------ |
| 2017 | 2,740,659,846 | ▲15.7%   | 26       | 87,443,664  | ▲18.2%     | 77         | 2,653,216,182 | ▲15.6%     | 19         | 逆差▲  |
| 2018 | 3,064,165,240 | ▲11.8%   | 25       | 119,555,237 | ▲36.7%     | 67         | 2,944,610,003 | ▲11.0%     | 19         | 逆差▲  |
| 2019 | 2,876,303,891 | ▼6.1%    | 26       | 100,341,303 | ▼16.1%     | 70         | 2,775,962,588 | ▼5.7%      | 18         | 逆差▼  |
| 2020 | 2,395,524,567 | ▼16.7%   | 28       | 78,172,483  | ▼22.1%     | 71         | 2,317,352,084 | ▼16.5%     | 20         | 逆差▼  |
| 2021 | 2,836,305,343 | ▲18.4%   | 29       | 106,919,036 | ▲36.8%     | 69         | 2,729,386,307 | ▲17.8%     | 22         | 逆差▲  |
| 2022 | 4,102,036,995 | ▲44.6%   | 26       | 93,739,862  | ▼12.3%     | 75         | 4,008,297,133 | ▲46.9%     | 18         | 逆差▲  |
| 2023 | 3,986,821,338 | ▼2.8%    | 26       | 70,845,399  | ▼24.4%     | 78         | 3,915,975,939 | ▼2.3%      | 18         | 逆差▼  |
| 2024 | 4,368,402,352 | ▲9.6%    | 25       | 74,137,961  | ▲4.6%      | 74         | 4,294,264,391 | ▲9.7%      | 17         | 逆差▲  |

2023年的兩國貿易項目如下：
出口至卡達的前10大項目為：小客車與其他主要設計供載客之機動車輛；不鏽鋼扁軋製品；苯乙烯之聚合物；電話機（包括智能手机），以及其他傳輸或接收聲音、圖像之有線或无线网络通訊器具；新橡膠氣胎；機動車輛所用之零件與附件；氯乙烯或其他鹵化烯烃之聚合物；塑料板、片、箔、薄膜與扁條；鋼鐵製螺釘、螺栓、螺帽、螺旋鈎、車用螺釘、鉚釘、橫梢、開口梢、墊圈與類似製品；鋼鐵製之其他管與空心型等。
自卡達進口的前10大項目為：石油氣與其他氣態碳氫化合物；石油原油與自瀝青質礦物提出之原油；石油與提自瀝青礦物之油類（原油除外）、以石油或瀝青質礦物為基本成份之未列名製品、廢油；氢、稀有气体與其他非金屬元素；未經塑性加工铝；乙烯之聚合物；銅廢料與碎屑；石油膠（即凡士林）、石蜡、微結晶石油蠟、含油石蠟、地石蠟、褐煤蠟、泥煤蠟與其他礦物蠟；無水氨或氨水溶液；塑膠廢料等。
2024年，液化天然气進口總量為2,100萬公噸，其中38%來自澳大利亚，占比第1，其次為卡達25%、美国10%。

### 投資
根據中華民國經濟部投資審議司統計，截至2022年，臺商赴卡達總投資金額約29.3萬美元，計有2件；卡達在臺灣則無任何投資。
李長榮化工與台灣中油共同投資卡達燃油添加劑公司（Qatar Fuel Additives Company, QAFAC）；台灣中油以5%股權投資排名世界第2的液化天然氣公司RasGas；中鼎集團在卡達設有分公司，於2023年取得卡達Ras Laffan Petrochemicals Project專案計畫之乙烯廠統包工程，預定2026年完工投產。

### 其他
2019年9月，卡達金融中心人員訪臺，期間參訪金融監督管理委員會、資訊工業策進會、中華民國對外貿易發展協會（外貿協會）、林口新創園等，並與外貿協會簽署合作備忘錄。

## 交流

### 體育

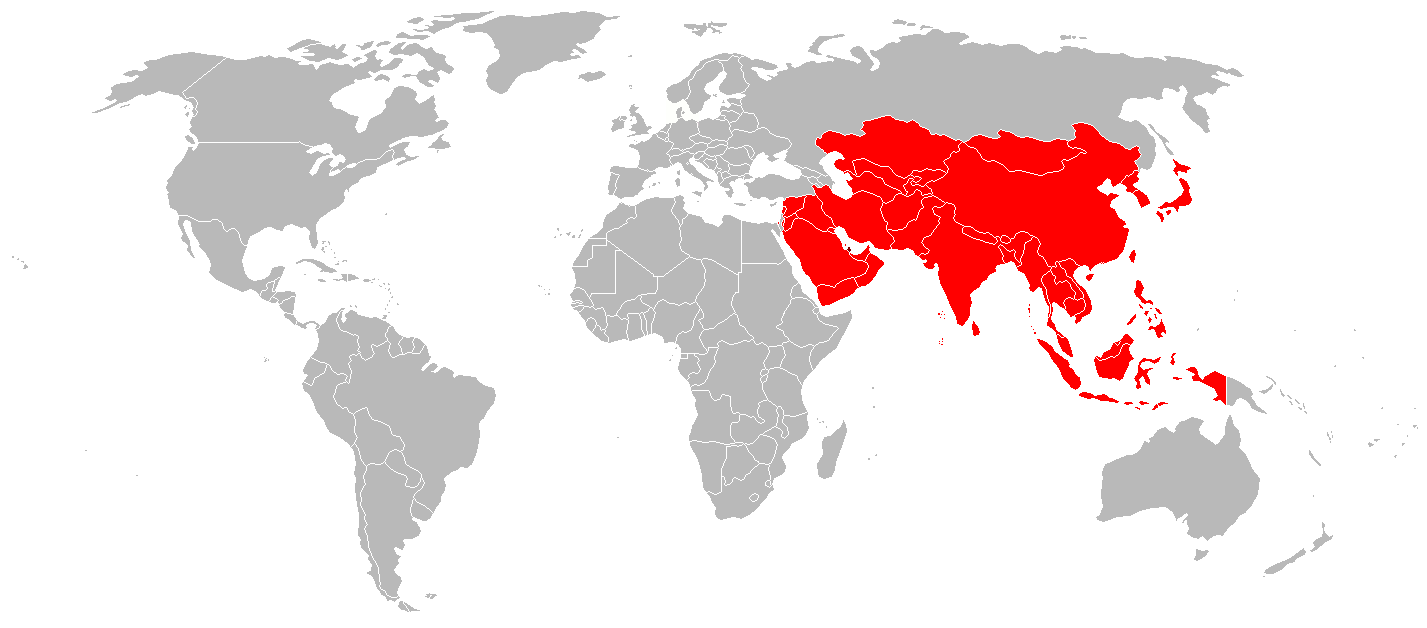
2006年第15屆亞運會的參與成員。

2006年12月1－15日，於卡達首都杜哈舉行第15屆亞洲運動會。中華民國（中華台北）共獲得9面金牌、10面銀牌、27面銅牌，以金牌數排名與卡達並列第8位；總獎牌數也是參賽隊伍中名列第8位。

### 媒體
2018年9月6日，卡達《半島電視台》報導揭露，中國大陸資金滲入台灣「中華愛國同心會」等統派團體，中國大陸政權試圖藉此滲透在台影響力。

## 簽證

持中華民國護照的中華民國國民簽證要求分布圖：入境卡達可以電子簽證／落地簽證。

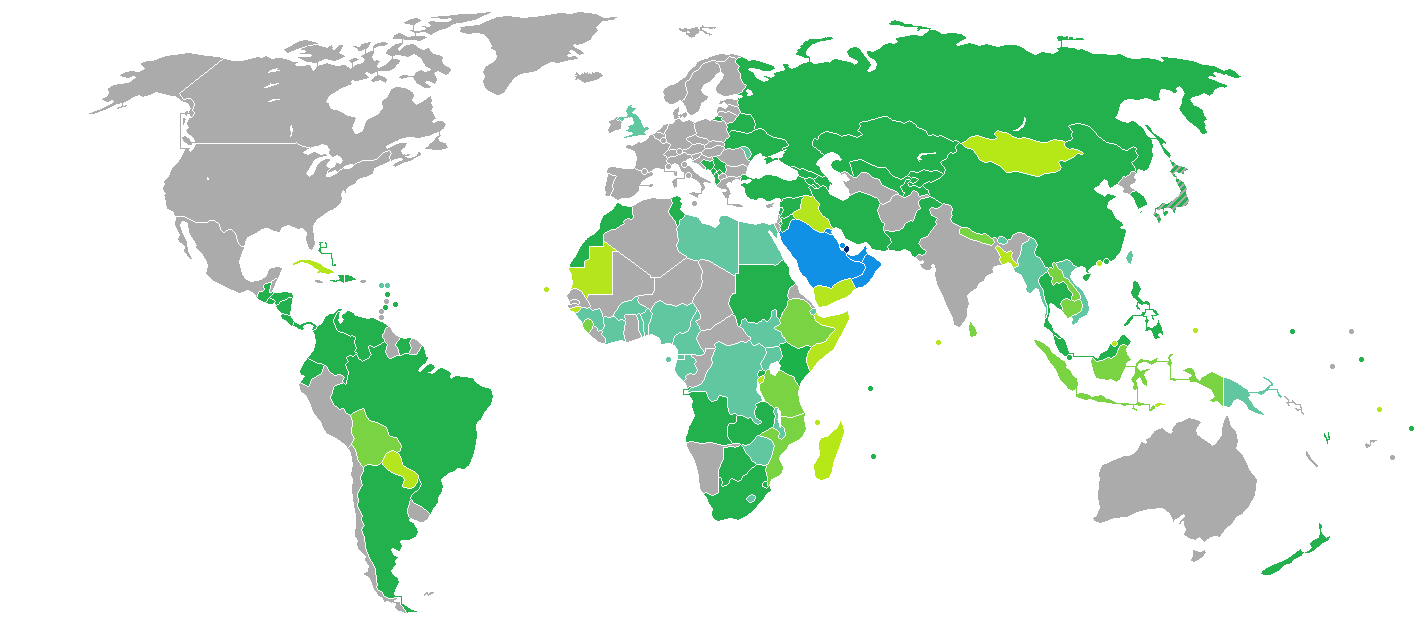
持卡達護照的卡達人口簽證要求分布圖：入境中華民國可以電子簽證。

兩國國民皆須申請簽證方可入境對方國家。持中華民國護照的中華民國國民可於卡達「Hayya」平台系統申請停留30天的觀光電子簽證，亦可於抵達哈马德国际机场時申請落地簽證，可停留30天；若轉機時行李直掛目的地，且不入境卡達，則無需申請過境簽證。
持卡達護照的卡達國民也可以電子簽證入境中華民國，停留最多30天並不得延期。

## 交通

### 航空

#### 客運
兩國無直航班機，可經由（不計航點遠近，截至2023年6月20日）：
- 臺北松山→上海-浦東、杭州[註 1]、東京-羽田，再轉機前往卡達的哈马德国际机场。
- 臺北桃園→上海-浦東、廣州、杭州、香港、東京-成田、東京-羽田、大阪（*2024年3月1日復航卡達）、首爾-仁川、馬尼拉、河內、胡志明市、金邊（2023年10月29日復航卡達）、新加坡、吉隆坡、曼谷、普吉、雅加達、峇里島、德里、杜拜、伊斯坦堡、雪梨、墨爾本、布里斯本、奧克蘭、倫敦、巴黎、羅馬、米蘭、慕尼黑、法蘭克福、阿姆斯特丹、維也納、布拉格（2023年7月18日開航台北桃園）、紐約、洛杉磯、芝加哥、休士頓、舊金山、西雅圖→卡達。
- 臺中→廣州、香港、東京-成田、首爾-仁川、河內、胡志明市→卡達。
- 台南→香港、大阪*、胡志明市→卡達。
- 高雄→上海-浦東、廣州、杭州、香港、東京-成田、大阪*、首爾-仁川、馬尼拉、河內、胡志明市、新加坡、吉隆坡、曼谷→卡達。
- 花蓮→首爾-仁川（包機飛花蓮）→卡達。

### 駕車
在卡達駕車可使用國際駕駛執照，或更換卡達駕駛執照並申辦保險。

## 外部連結
| - 中華民國外交部－卡達國簡介 （页面存档备份，存于） - 駐沙烏地阿拉伯王國台北經濟文化代表處 - 駐科威特王國台北商務代表處 - 外交部領事事務局－國外旅遊警示分級表 - 中華民國衛生福利部－國際旅遊疫情建議等級 - 中華民國國際經濟合作協會 （页面存档备份，存于） | - 卡達國外交部－台灣簡介 （页面存档备份，存于） |